# Канонерский тоннель

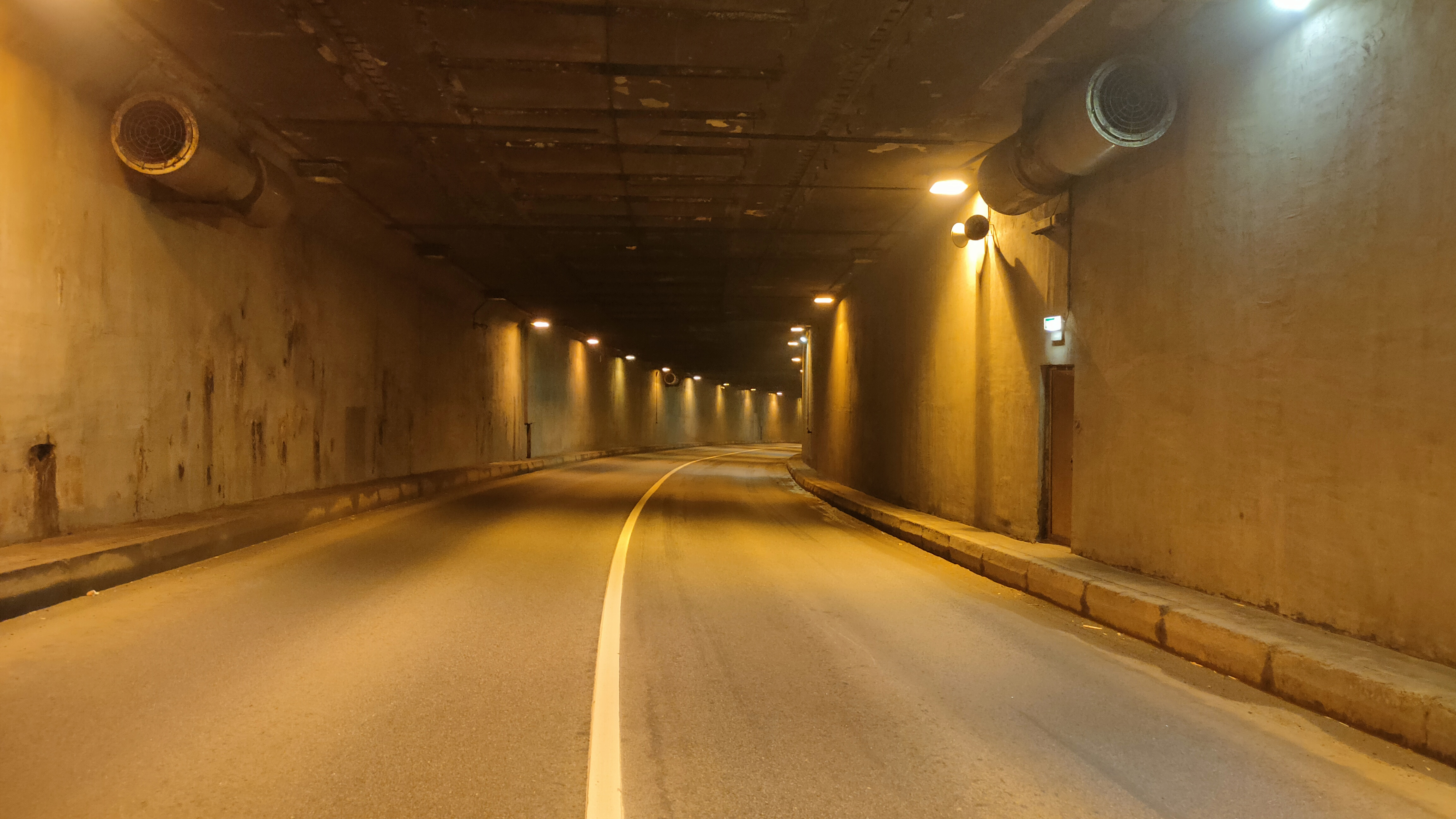
Внутри тоннеля. 2022 год.

Каноне́рский тонне́ль — автомобильный подводный тоннель под Морским каналом в Кировском районе Санкт-Петербурга. Соединяет Гутуевский и Канонерский острова. Первый в СССР тоннель, построенный способом погружения готовых тоннельных секций.

## Расположение
Расположен в створе Двинской улицы. Восточная рампа начинается от Невельской улицы, западная — от кольцевой площади у моста на Белый остров.

## Название
Долгое время у тоннеля не было официального названия, несмотря на широкое распространение в народе названия Канонерский. 5 декабря 2019 года топонимическая комиссия Санкт-Петербурга рекомендовала официально присвоить тоннелю данное название. 25 июня 2020 года название было присвоено.

## История
До строительства тоннеля попасть на Канонерский остров можно было только на пароме или на частном катере.
Тоннель строился Мостостроительным трестом № 6 с 1975 года и был открыт летом 1983 года. Средний участок длиной 375 м сооружали с применением «метода опускных секций» — конструкции опустили на дно, а только затем из них выкачали воду. Тоннель состоит из пяти наплавных секций. Каждая из них — длиной 75 м, шириной 14 и высотой 8 м. Вес секции — 8000 т.
Тоннель двухполосный — по одной в каждую сторону. В тоннель периодически попадает вода, что может быть связано с нарушенной гидроизоляцией. В 1998—2002 годах был досрочно произведен капитальный ремонт.